# Žan Majer
Žan Majer (Maribor, 25 luglio 1992) è un calciatore sloveno, centrocampista del Mantova.

## Caratteristiche tecniche
È un centrocampista centrale che può ricoprire anche il ruolo di mezzala. Valido tecnicamente, ha un buon tiro e si fa sentire anche in fase realizzativa. È in grado di tirare i calci di punizione.

## Carriera

### Club

#### Gli inizi
Dopo aver militato nei settori giovanili calcistici di vari club sloveni tra cui il Maribor, il 14 maggio del 2011 esordisce da professionista nelle file dell'Aluminij, entrando nel finale di gara della partita pareggiata in trasferta per 0-0 contro il Dravinja Kostroj. Nell'estate 2012 passa al Domžale, club con cui vince la Coppa di Slovenia nel 2016-2017. Complessivamente in cinque stagioni con il Domzale disputa 155 incontri, segnando 11 reti.

#### Rostov

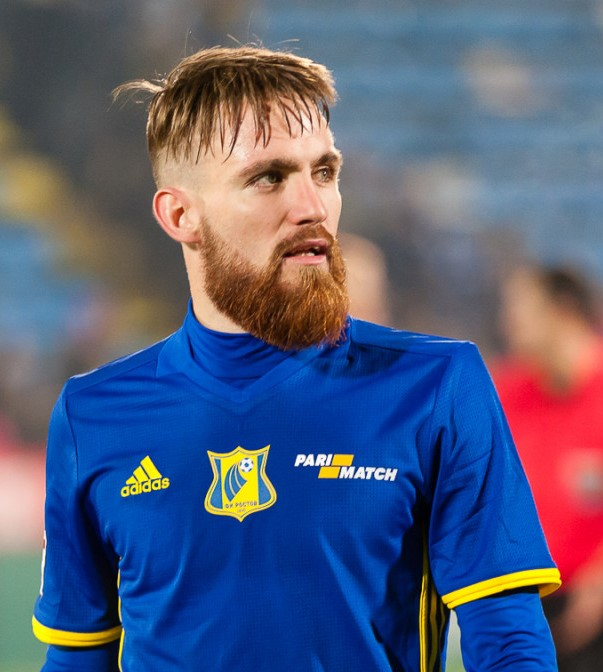
Majer al nel novembre 2017.

Il 26 giugno 2017 firma un contratto triennale, con opzione per il quarto anno, con il club russo del Rostov. Dopo aver totalizzato solo 13 presenze con la squadra russa, il 1º febbraio 2019 si svincola.

#### Lecce
Il 20 febbraio 2019 firma con il Lecce un contratto valido sino al 30 giugno seguente, con opzione per il biennio successivo. Esordisce in Serie B il 23 febbraio, subentrando nella ripresa nella partita giocata in casa del Cittadella. Impiegato con regolarità dal tecnico Fabio Liverani, consegue con i compagni la promozione in massima serie. Il 18 agosto 2019 segna il primo gol con i salentini, nella gara di Coppa Italia vinta per 4-0 in casa contro la Salernitana. Esordisce in Serie A il 26 agosto 2019, nella gara persa contro l'Inter al Meazza (4-0), mentre il 15 febbraio 2020, alla ventiquattresima giornata di campionato, segna il primo gol in massima serie nella gara casalinga contro la SPAL (2-1). Due anni più tardi, ottiene un'altra promozione in massima serie, stavolta vincendo con il Lecce il campionato di Serie B 2021-2022; è suo il gol della decisiva vittoria per 1-0 all'ultima giornata contro il Pordenone, partita in cui lo sloveno torna in campo dopo oltre 50 giorni.

#### Reggina, Cremonese e Mantova
Il 31 luglio 2022 passa a titolo definitivo alla Reggina, con cui debutta il 28 agosto, andando in gol nel successo casalingo per 4-0 sul Südtirol.
A seguito dell'esclusione del club calabrese dalla Serie B resta svincolato e il 1º settembre 2023 si accorda con la Cremonese.
L'1 luglio 2025, Majer si svincola dalla Cremonese, ma, una settimana dopo, firma un biennale col Mantova.

### Nazionale
Ha esordito con la nazionale Under-21 slovena nel 2013, durante le qualificazioni al campionato europeo di categoria del 2013.
Il 2 giugno 2018 ha debuttato in nazionale maggiore nell'amichevole vinta per 2-0 contro il Montenegro a Podgorica.

## Statistiche

### Presenze e reti nei club
Statistiche aggiornate all'8 luglio 2025.
| Stagione         | Squadra          | Campionato       | Campionato | Campionato | Coppe nazionali | Coppe nazionali | Coppe nazionali | Coppe continentali | Coppe continentali | Coppe continentali | Altre coppe | Altre coppe | Altre coppe | Totale | Totale |
| Stagione         | Squadra          | Comp             | Pres       | Reti       | Comp            | Pres            | Reti            | Comp               | Pres               | Reti               | Comp        | Pres        | Reti        | Pres   | Reti   |
| ---------------- | ---------------- | ---------------- | ---------- | ---------- | --------------- | --------------- | --------------- | ------------------ | ------------------ | ------------------ | ----------- | ----------- | ----------- | ------ | ------ |
| 2010-2011        | Aluminij         | 2. SNL           | 2          | 0          | CS              | 0               | 0               | -                  | -                  | -                  | -           | -           | -           | 2      | 0      |
| 2011-2012        | Aluminij         | 2. SNL           | 9          | 0          | CS              | 0               | 0               | -                  | -                  | -                  | -           | -           | -           | 14     | 0      |
| Totale Aluminij  | Totale Aluminij  | Totale Aluminij  | 11         | 0          |                 | 0               | 0               |                    | -                  | -                  |             | -           | -           | 11     | 0      |
| 2012-2013        | Domžale          | 1. SNL           | 21         | 1          | CS              | 0               | 0               | -                  | -                  | -                  | -           | -           | -           | 21     | 1      |
| 2013-2014        | Domžale          | 1. SNL           | 24         | 2          | CS              | 3               | 0               | UEL                | 2                  | 0                  | -           | -           | -           | 29     | 2      |
| 2014-2015        | Domžale          | 1. SNL           | 32         | 0          | CS              | 4               | 0               | -                  | -                  | -                  | -           | -           | -           | 36     | 0      |
| 2015-2016        | Domžale          | 1. SNL           | 29         | 1          | CS              | 4               | 0               | UEL                | 2                  | 0                  | -           | -           | -           | 35     | 1      |
| 2016-2017        | Domžale          | 1. SNL           | 24         | 3          | CS              | 4               | 2               | UEL                | 6                  | 2                  | -           | -           | -           | 34     | 7      |
| Totale Domžale   | Totale Domžale   | Totale Domžale   | 130        | 7          |                 | 15              | 2               |                    | 10                 | 2                  |             | -           | -           | 155    | 11     |
| 2017-2018        | Rostov           | PL               | 13         | 0          | CR              | 2               | 0               | -                  | -                  | -                  | -           | -           | -           | 15     | 0      |
| 2018-feb. 2019   | Rostov           | PL               | 0          | 0          | CR              | 2               | 0               | -                  | -                  | -                  | -           | -           | -           | 2      | 0      |
| Totale Rostov    | Totale Rostov    | Totale Rostov    | 13         | 0          |                 | 4               | 0               |                    | -                  | -                  |             | -           | -           | 17     | 0      |
| feb.-giu. 2019   | Lecce            | B                | 11         | 0          | CI              | 0               | 0               | -                  | -                  | -                  | -           | -           | -           | 11     | 0      |
| 2019-2020        | Lecce            | A                | 27         | 1          | CI              | 2               | 1               | -                  | -                  | -                  | -           | -           | -           | 29     | 2      |
| 2020-2021        | Lecce            | B                | 35+2       | 3          | CI              | 1               | 0               | -                  | -                  | -                  | -           | -           | -           | 38     | 3      |
| 2021-2022        | Lecce            | B                | 24         | 3          | CI              | 1               | 0               | -                  | -                  | -                  | -           | -           | -           | 25     | 3      |
| Totale Lecce     | Totale Lecce     | Totale Lecce     | 97+2       | 7          |                 | 4               | 1               |                    | -                  | -                  |             | -           | -           | 103    | 8      |
| 2022-2023        | Reggina          | B                | 31+1       | 1          | CI              | 0               | 0               | -                  | -                  | -                  | -           | -           | -           | 32     | 1      |
| 2023-2024        | Cremonese        | B                | 22+1       | 0          | CI              | 1               | 0               | -                  | -                  | -                  | -           | -           | -           | 24     | 0      |
| 2024-2025        | Cremonese        | B                | 20         | 0          | CI              | 2               | 0               | -                  | -                  | -                  | -           | -           | -           | 22     | 0      |
| Totale Cremonese | Totale Cremonese | Totale Cremonese | 42+1       | 0          |                 | 3               | 0               |                    | -                  | -                  |             | -           | -           | 46     | 0      |
| 2025-2026        | Mantova          | B                | 0          | 0          | CI              | -               | -               |                    | -                  | -                  |             | -           | -           | 0      | 0      |
| Totale carriera  | Totale carriera  | Totale carriera  | 324+4      | 15         |                 | 26              | 3               |                    | 10                 | 2                  |             | -           | -           | 364    | 20     |

### Cronologia presenze e reti in nazionale
| Cronologia completa delle presenze e delle reti in nazionale ― Slovenia | Cronologia completa delle presenze e delle reti in nazionale ― Slovenia | Cronologia completa delle presenze e delle reti in nazionale ― Slovenia | Cronologia completa delle presenze e delle reti in nazionale ― Slovenia | Cronologia completa delle presenze e delle reti in nazionale ― Slovenia | Cronologia completa delle presenze e delle reti in nazionale ― Slovenia | Cronologia completa delle presenze e delle reti in nazionale ― Slovenia | Cronologia completa delle presenze e delle reti in nazionale ― Slovenia |
| Data                                                                    | Città                                                                   | In casa                                                                 | Risultato                                                               | Ospiti                                                                  | Competizione                                                            | Reti                                                                    | Note                                                                    |
| ----------------------------------------------------------------------- | ----------------------------------------------------------------------- | ----------------------------------------------------------------------- | ----------------------------------------------------------------------- | ----------------------------------------------------------------------- | ----------------------------------------------------------------------- | ----------------------------------------------------------------------- | ----------------------------------------------------------------------- |
| 2-6-2018                                                                | Podgorica                                                               | Montenegro                                                              | 0 – 2                                                                   | Slovenia                                                                | Amichevole                                                              | -                                                                       | 62’                                                                     |
| 10-6-2019                                                               | Riga                                                                    | Lettonia                                                                | 0 – 5                                                                   | Slovenia                                                                | Qual. Euro 2020                                                         | -                                                                       | 83’                                                                     |
| Totale                                                                  |                                                                         | Presenze                                                                | 2                                                                       |                                                                         | Reti                                                                    | 0                                                                       |                                                                         |

| Cronologia completa delle presenze e delle reti in nazionale ― Slovenia under 21 | Cronologia completa delle presenze e delle reti in nazionale ― Slovenia under 21 | Cronologia completa delle presenze e delle reti in nazionale ― Slovenia under 21 | Cronologia completa delle presenze e delle reti in nazionale ― Slovenia under 21 | Cronologia completa delle presenze e delle reti in nazionale ― Slovenia under 21 | Cronologia completa delle presenze e delle reti in nazionale ― Slovenia under 21 | Cronologia completa delle presenze e delle reti in nazionale ― Slovenia under 21 | Cronologia completa delle presenze e delle reti in nazionale ― Slovenia under 21 |
| Data                                                                             | Città                                                                            | In casa                                                                          | Risultato                                                                        | Ospiti                                                                           | Competizione                                                                     | Reti                                                                             | Note                                                                             |
| -------------------------------------------------------------------------------- | -------------------------------------------------------------------------------- | -------------------------------------------------------------------------------- | -------------------------------------------------------------------------------- | -------------------------------------------------------------------------------- | -------------------------------------------------------------------------------- | -------------------------------------------------------------------------------- | -------------------------------------------------------------------------------- |
| 11-10-2013                                                                       | Aalborg                                                                          | Danimarca under 21                                                               | 2 – 2                                                                            | Slovenia under 21                                                                | Qual. Europeo Under-21 2015                                                      | -                                                                                | 62’                                                                              |
| 15-10-2013                                                                       | Nova Gorica                                                                      | Slovenia under 21                                                                | 2 – 1                                                                            | Bulgaria under 21                                                                | Qual. Europeo Under-21 2015                                                      | -                                                                                | 68’                                                                              |
| 19-11-2013                                                                       | Stara Zagora                                                                     | Bulgaria under 21                                                                | 1 – 5                                                                            | Slovenia under 21                                                                | Qual. Europeo Under-21 2015                                                      | -                                                                                | 75’                                                                              |
| 5-3-2014                                                                         | Capodistria                                                                      | Slovenia under 21                                                                | 2 – 1                                                                            | Croazia under 21                                                                 | Amichevole                                                                       | 1                                                                                | 46’                                                                              |
| 30-5-2014                                                                        | Andorra La Vella                                                                 | Andorra under 21                                                                 | 0 – 5                                                                            | Slovenia under 21                                                                | Qual. Europeo Under-21 2015                                                      | 1                                                                                | 46’                                                                              |
| 3-9-2014                                                                         | Ptuj                                                                             | Slovenia under 21                                                                | 5 – 0                                                                            | Andorra under 21                                                                 | Qual. Europeo Under-21 2015                                                      | -                                                                                | 70’                                                                              |
| Totale                                                                           |                                                                                  | Presenze                                                                         | 7                                                                                |                                                                                  | Reti                                                                             | 2                                                                                |                                                                                  |

## Palmarès

### Club

#### Competizioni nazionali
- Coppa di Slovenia: 1

Domžale: 2016-2017
- Campionato italiano di Serie B: 1

Lecce : 2021-2022